# Hitoshi Bifu
Hitoshi Bifu  (上別府 仁資?, Bifu Hitoshi) (Prefettura di Saitama, 20 novembre 1964) è un doppiatore e attore giapponese.
È stato membro della Toritori Office.

## Ruoli
- 11eyes - Verard
- 13 Sentinels: Aegis Rim - Renya Gouto (anno 2188)
- Air Gear - Issha "Fat Buccha" Mihotoke
- Beast Wars II - Autocrusher; Terror Mandar
- Beyblade - Barte (Barthez)
- Bikkuriman 2000 - Kuroko Dail Dan D
- Digimon Savers - Saber Leomon negli Ep. 20-22, 24
- Dream Team - Souichirou Kirihara
- Fantastic Children - Gotto negli Ep. 16-19
- Full Metal Daemon: Muramasa - Akitaka Kikuchi
- Full Moon - Canto d'amore - Produttore della Mori; Produttore della Todoroki nell'Ep. 49
- Granblue Fantasy - Zakenna
- GrimGrimoire - Gammel Dore, Grimlet, demone
- Gunslinger Girl - Il Teatrino - Marinofu negli Ep. 7, 11
- Hataraki Man - Salaryman nell'Ep. 5
- Hatsumei Boy Kanipan - Garashy
- Highschool of the Dead - Ichiro Shido
- Hunter × Hunter - Satotsu
- Hunter × Hunter: Altar of Dragon Vein - Satotsu
- Il lungo viaggio di Porfi - Jyanni; Manshini
- Il principe del tennis: A Day on Survival Mountain - Taizou Gondou
- Jigoku shōjo - Direttore nell'Ep. 9; Funzionario nell'Ep. 5; Nonno di Tsugumi nell'Ep. 22
- Ken il guerriero: Le origini del mito - Seconda Star; Chan; Chang nell'Ep. 26; Cui nell'Ep. 9; Hong nell'Ep. 5; Jing nell'Ep. 14; Kou; Sai
- Kiba Inuzuka - Padre nell'Ep. 6; Paesano nell'Ep. 5
- Kindaichi shōnen no jikenbo: Kyūketsuki Densetsu Satsujin Jiken - Padre di Ria
- Mobile Suit Gundam SEED C.E. 73: Stargazer - Capo della DSSD nell'Ep. 1
- Mobile Suit Gundam SEED Destiny - Logos; Uomo nell'Ep. 21; Capitano della nave nell'Ep. 22
- Nishi no Yoki Majo - Astraea Testament - Bentman nell'Ep. 1
- Odenkun - Karashi-sensei
- Overlord - Capo della Otto Dita
- Pretty Cure Max Heart - Circulas
- Princess Princess - Zio nell'Ep. 1
- Project X Zone - Astaroth
- Rave - The Groove Adventure - Haja; Racas
- Rio: Rainbow Gate! - Gentiluomo misterioso nell'Ep. 2
- Saint October - Eddy Tsukahara nell'Ep. 2
- School Rumble - Katō; Matakichi Itou
- School Rumble: 2nd Semester - Kato
- Shuffle! - Ani Nakabayashi nell'Ep. 5
- Sisters of Wellber - Heidel Ciol
- Sisters of Wellber Zwei - Hydel Sior
- Space Travelers - Un uomo
- Umineko no naku koro ni - Toshiro Gohda
- Vanquish - Professor Candide
- Yu-Gi-Oh! (serie animata 2000) - Priest Akunadin
- Yumeiro Pâtissière - Padre di Miya in 4 episodi
- Zatch Bell! - Furigaro; Kikuropu; Paul Kahn; Padre di Shiori nell'Ep. 8